# Ridolfo Ghirlandaio
Ridolfo Ghirlandaio o Ghirlandajo (Florència, 14 de febrer de 1483 — 6 de juny de 1561) va ser un pintor italià del Renaixement, actiu principalment a Florència. Era fill de Domenico Ghirlandaio.

## Biografia
Va nàixer a Florència. Son pare va morir quan ell encara ho havia complert els 11 anys i va ser criat pel seu oncle Davide Ghirlandaio, pintor de mediocre talent. Giorgio Vasari afirma que Ridolfo va estudiar sota el mestratge de Fra Bartolomeo.
Les seues obres entre 1504 i 1508 mostren una marcada influència de Fra Bartolomeo i Rafael, dels quals va ser amic. Des de Roma, l'any 1508, Rafael el va reclamar al seu costat, però Ridolfo va romandre a Florència. Ací va esdevenir un dels més importants pintors de retaules, frescos i retrats.
Va destacar en l'execució de grans llenços escènics per a diferents esdeveniments públics, com ara les esposalles de Julià de Mèdici i l'entrada del papa Lleó X a Florència, l'any 1515. Als inicis de la seua carrera era un honest i responsable artista; però al voltant de 1527 el seu art va declinar. Per a aquesta època ja havia acumulat un apreciable patrimoni, més que suficient per mantenir la seua gran família de quinze fills, i la seua obra esdevingué repetitiva i amanerada. Els seus fills van practicar el comerç a França i a Ferrara; ell mateix va participar en els negocis comercials, i va començar a interessar-se per l'art del mosaic, però sembla que després d'acabar el mosaic de l'Anunciació sobre la porta de la Basílica de l'Annunziata, se li va acabar la paciència per continuar amb aquesta mena de treball minuciós. A la seua vellesa es va trobar molt afectat de gota.
Va fer gran quantitat de retaules, amb l'ajut del seu deixeble favorit, Michele Tosini, també conegut com a Michele di Ridolfo. Entre els altres deixebles cal esmentar Mariano da Pescia i Carlo Portelli da Loro. Sembla que sempre va gaudir d'un caràcter amable i cordial, molt apreciat pels seus amics i mecenes.

## Obres

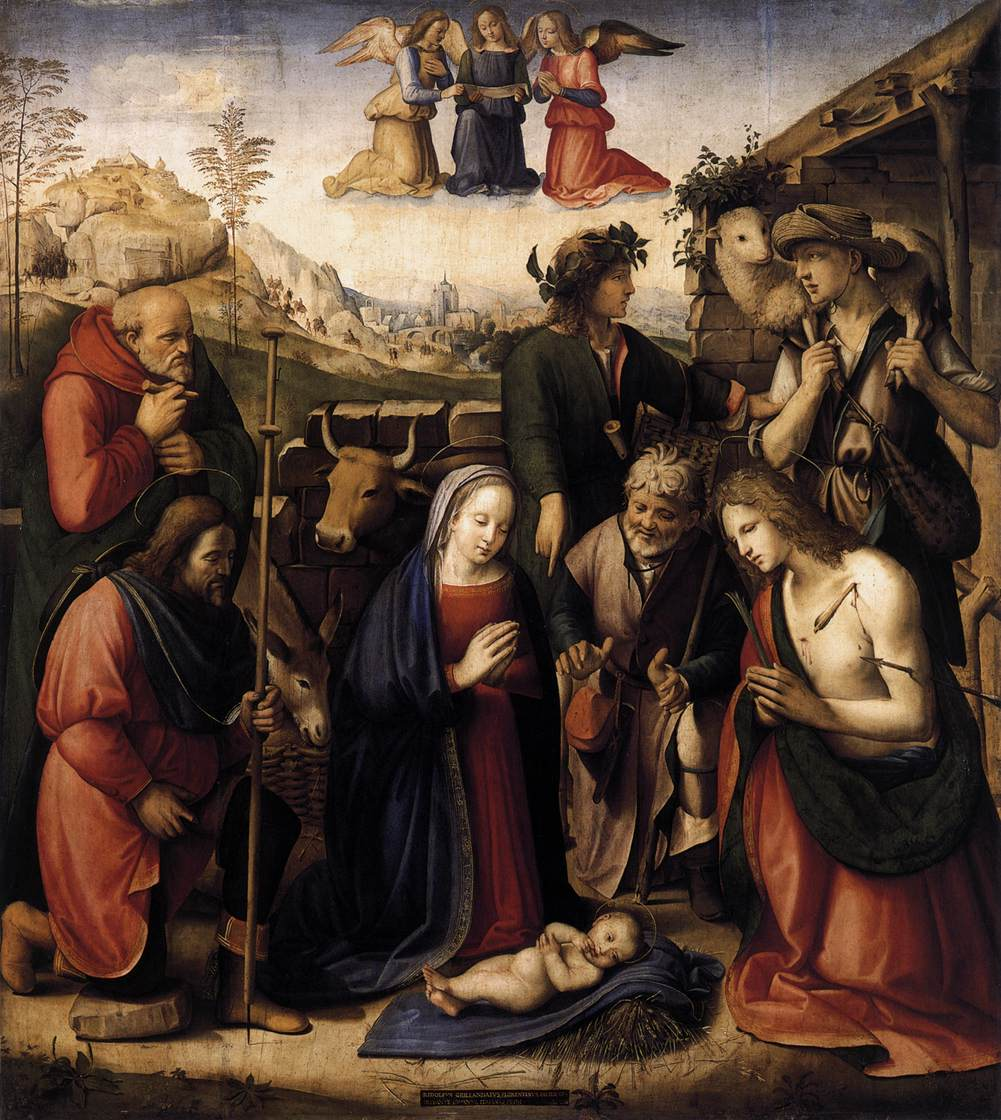
Adoració dels pastors, de Ridolfo Ghirlandaio

- Crist camí del Calvari, actualment al Palau Antinori
- Anunciació a l'Abadia de Montoliveto, prop de Florència, en estil leonardesc
- Coronació de la Mare de Déu (1504), actualment al Museu del Louvre
- Nativitat, actualment a l'Ermitage de Sant Petersburg
- Predel·la a l'Oratori de Bigallo, a Florència, composta per cinc panells que representen la Nativitat i altres temes
- Fresc de la Trinitat al sostre de la capella de Sant Bernat del Palazzo Publico de Florència (1514); amb els caps dels dotze apòstols i l'Anunciació
- Assumpció de la Mare de Déu al cor de la Catedral de Prato.
- Sant Zenobi ressuscitant un infant, Galeria dels Uffizi, que mostra les seues millors qualitats, plena d'expressió i vitalitat
- Trasllat de les despulles de Sant Zenobi Galeria dels Uffizi
- Mare de Déu amb sants, San Pietro Maggiore, Pistoia.
- Pietà (1521), S. Agostino, Colle di Val d'Elsa, mida natural
- Assumpció (c. 1526), Berlín, que conté l'autoretrat del pintor
- Retrat de Cosme I de Mèdici jove
- Frescos del Monestir de Santa Maria dels Àngels de Florència (1543)
- Processó al Calvari, National Gallery de Londres